# Dérfalvi Imre
Dérfalvi Imre (1934 – 2007. január 31.) labdarúgó, fedezet, sportvezető. A Videoton labdarúgó-szakosztályának az elnöke 15 éven át, két időszakban.

## Pályafutása
1955 elején igazolt a Bp. Kinizsiből a Kaposvári Kinizsibe. Innen igazolt a Székesfehérvári Vasasba. 1957 és 1962 között a VT Vasas labdarúgója volt. Összesen 121 másodosztályú bajnoki mérkőzésen szerepelt és négy gólt szerzett. Visszavonulása után sportvezetőként tevékenykedett a Videotonnál. Két időszakban is a klub labdarúgó szakosztályának az elnöke volt. Először 1970 és 1979 között, amikor a csapat legjobb eredménye az 1975–76-os idényben elért bajnoki ezüstérem volt. A második időszaka 1983 és 1989 közé esett. Két bajnoki bronzérem megszerzése mellett a klub ekkor érte el legnagyobb nemzetközi eredményét az 1984–85-ös UEFA-kupa sorozatban, ahol a döntőig jutott.

## Sikerei, díjai

### Sportvezetőként
- Magyar bajnokság
  - 2.: 1975–76
  - 3.: 1983–84, 1984–85
- UEFA-kupa
  - döntős: 1984–85